# Purba Dolok (Parmonangan)
Purba Dolok is een bestuurslaag in het regentschap Tapanuli Utara van de provincie Noord-Sumatra, Indonesië. Purba Dolok telt 637 inwoners (volkstelling 2010).